# Dơi quạ Livingstone
Dơi quạ Livingstone (danh pháp hai phần: Pteropus livingstonii) là một loài động vật có vú trong họ Dơi quạ, bộ Dơi. Loài này được Gray mô tả năm 1866.
Đây là một con dơi ăn quả ở Cựu Thế giới chỉ được tìm thấy ở quần đảo Anjouan và Mohéli trong Liên minh Comoros ở phía tây Ấn Độ Dương.
Đây là loài dơi lớn nhất và hiếm nhất trong tất cả các loài Comoros. Môi trường sống ưa thích của chúng là rừng trên 200 mét trên Mohéli và trên 500 mét trên Anjouan, sự tàn phá là mối đe dọa lớn đối với quần thể dơi. Tính đến năm 2003, tổng dân số ước tính khoảng 1.200 cá thể. Các mối đe dọa khác đối với sự sống sót của loài dơi bao gồm bão, săn bắn và cuộc đấu tranh của chúng để tìm lại môi trường sống mới.
Dơi quạ râu quai nón đen được cho là một trong những họ hàng gần nhất của dơi ăn quạ Livingstone, nhưng các chuyên gia khác nhau về việc liệu những loài này có thuộc cùng một nhóm hay không. Không có phân loài đã được công nhận. 

## Hình ảnh

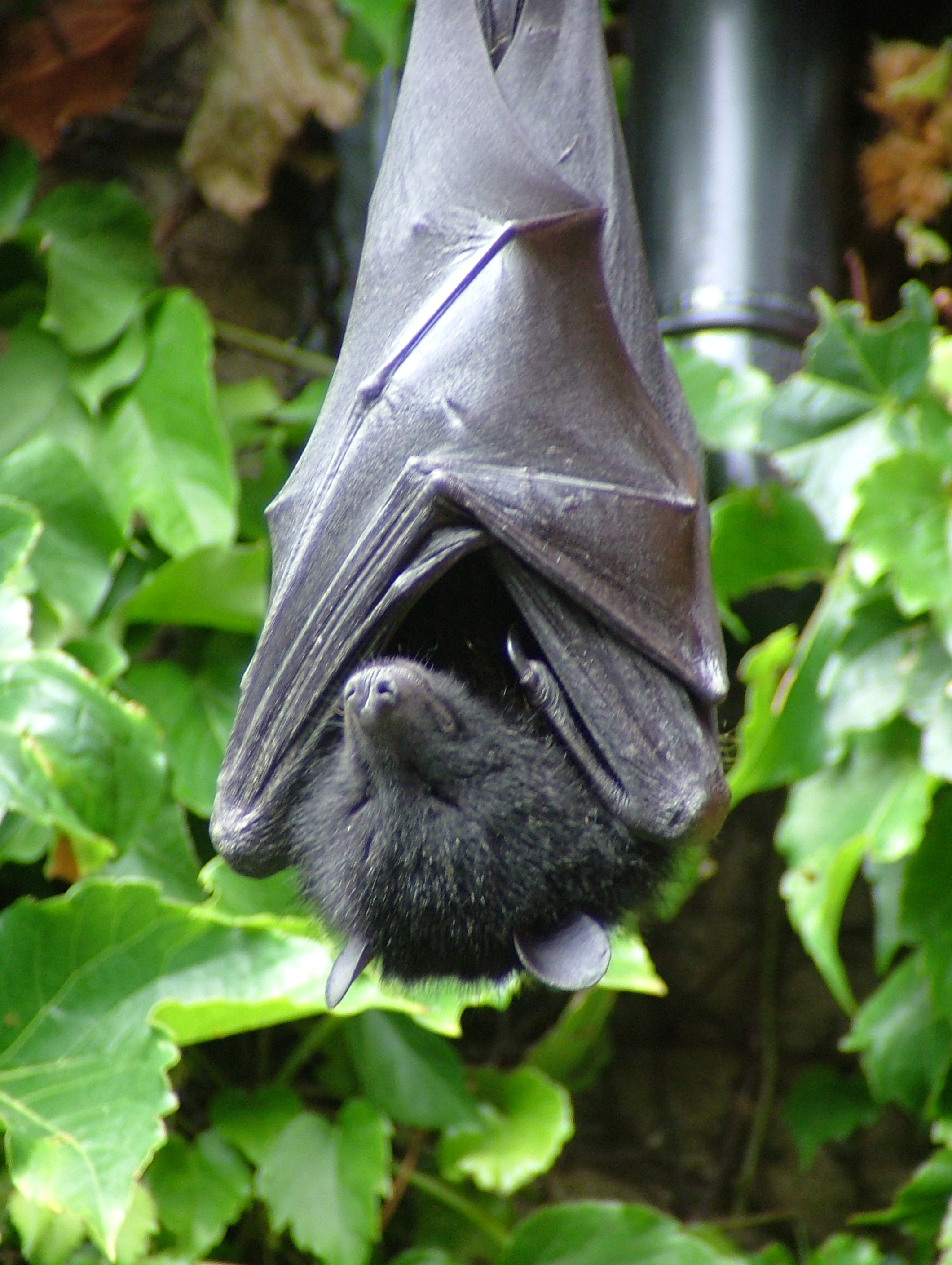
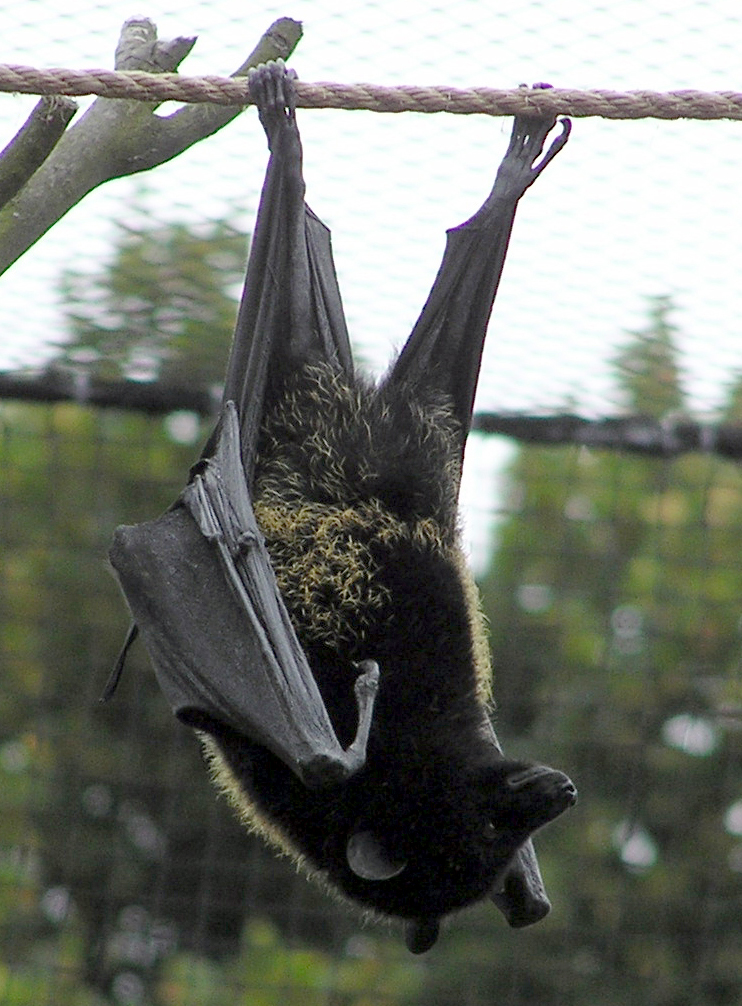
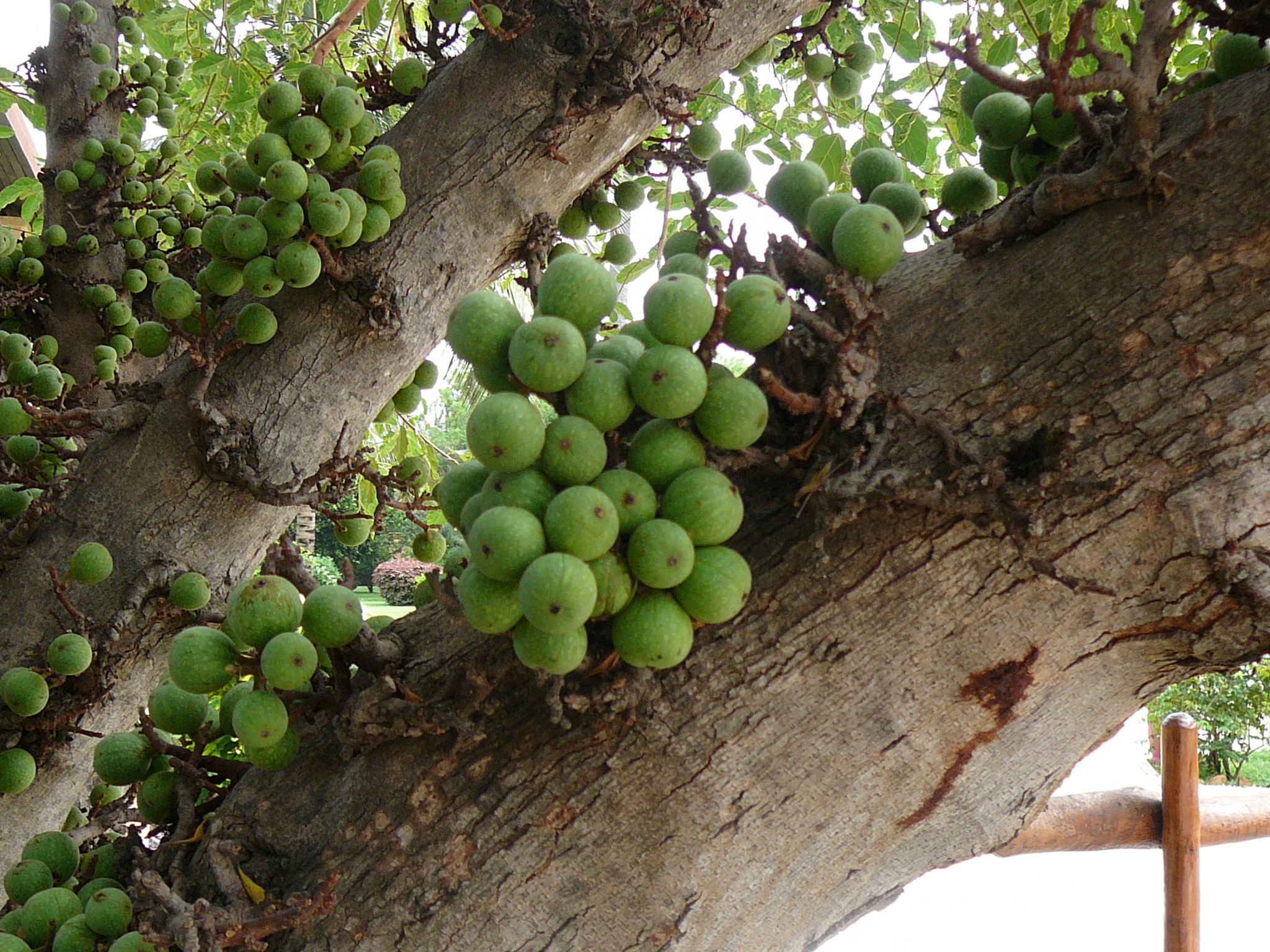